# Повноваження
Повнова́ження — офіційно надане кому-небудь право певної діяльності, ведення справ.
Повноваження в теорії управління опосередковують владні відносини між керівним і підлеглим учасниками цих відносин (тобто, це право керування).
У теорії держави та права повноваження — засіб впливу суб'єкта на правову поведінку об'єктів.
Повноваження є одночасно і правом, і обов'язком. Особа, що володіє повноваженням, має певні додаткові можливості, проте не може використовувати їх на свій розсуд, а тільки у формально визначений спосіб. Тому справедливо буде сказати, що повноваження є обов'язком здійснити (реалізувати, застосувати) конкретне суб'єктивне право.
Публічні повноваження — повноваження органів і посадових осіб публічної (політичної) влади: органів державної влади, місцевого самоврядування. Вони характеризуються невизначено великим числом зобов'язаних осіб, які протистоять власнику повноважень. Публічні повноваження досліджуються, головним чином, конституційним правом і муніципальним правом.
Повноваження на вчинення дій від імені особи (наприклад, представника в суді), навпаки, не є публічними. Вони замикаються на об'ємі прав довірителя, які він з різних причин не може або не хоче реалізувати самостійно. Такі повноваження — сфера диспозитивного (цивільного) права.
Владні повноваження — офіційне формально визначене право наділеного владою нав'язувати свою волю (ухвалювати рішення, віддавати накази, розподіляти ресурси…) для досягнення бажаних організаційних результатів. Сторонами владних повноважень є суб'єкт влади (державної, релігійної, корпоративної…) та підлеглий об'єкт. Владні повноваження є предметом дослідження адміністративного права.

## Окремі види повноважень за законодавством України
Делеговані повноваження
Дискреційні повноваження — дають можливість на власний розсуд визначити зміст рішення або вибрати один з кількох варіантів рішень.
Повноваження (щодо міжнародного договору України) — документ, яким доручено представляти Україну з метою підготовки тексту міжнародного договору, його прийняття, підписання або ратифікацію.
Рамбурсне повноваження — інструкції та/або повноваження, відокремлені від акредитива, що надані банком-емітентом рамбурсуючому банку.

## Правомірне використання повноважень
Аналіз статті 2 Кодексу адміністративного судочинства України дає можливість зробити висновок, що суб'єкт владних (читай — у тому числі публічних) повноважень повинен використовувати їх:
1. на підставі, у межах повноважень та у спосіб, що передбачені Конституцією та законами України;
2. з використанням повноваження з метою, з якою це повноваження надано;
3. обґрунтовано, тобто з урахуванням усіх обставин, що мають значення для прийняття рішення (вчинення дії);
4. безсторонньо (неупереджено);
5. добросовісно;
6. розсудливо;
7. з дотриманням принципу рівності перед законом, запобігаючи всім формам дискримінації;
8. пропорційно, зокрема з дотриманням необхідного балансу між будь-якими несприятливими наслідками для прав, свобод та інтересів особи і цілями, на досягнення яких спрямоване це рішення (дія);
9. з урахуванням права особи на участь у процесі прийняття рішення;
10. своєчасно, тобто протягом розумного строку[4].

## Неналежне використання повноважень
Недотримання вказаних вище вимог дає зловживання, перевищення, невиконання або недбале виконання повноважень.
- Зловживання повноваженнями — це використання особою в особистих цілях своїх повноважень всупереч тим інтересам, на дотримання яких повноваження були дані.
- Перевищення повноважень — вчинення особою дій, які явно виходять за межі наданих їй повноважень.
- Невиконання повноважень — бездіяльність особи, наділеної повноваженнями, внаслідок чого страждають інтереси, на дотримання яких повноваження були дані.
- Недбале виконання повноважень — неналежне (недостатнє, невчасне, і т. д.) здійснення своїх повноважень.

До цього переліку не входить самоправство, тобто самовільне безпідставне присвоєння особою собі повноважень, якими вона об'єктивно не володіє.
Неналежне використання повноважень тягне за собою застосування різних видів юридичної відповідальності. Зокрема, злочинам, пов'язаним із повноваженнями, присвячений розділ XVII Кримінального кодексу України.